# Crisia calyptostoma
Crisia calyptostoma är en mossdjursart som beskrevs av Hayward och Ryland 1978. Crisia calyptostoma ingår i släktet Crisia och familjen Crisiidae. Arten är reproducerande i Sverige. Inga underarter finns listade i Catalogue of Life.